# Зелень (Великопольське воєводство)
Зелень (пол. Zieleń) — село в Польщі, у гміні Тшемешно Гнезненського повіту Великопольського воєводства.
Населення — 550 осіб (2011).
У 1975-1998 роках село належало до Бидгощського воєводства.

## Демографія
Демографічна структура станом на 31 березня 2011 року:
|          | Загалом | Допрацездатний вік | Працездатний вік | Постпрацездатний вік |
| -------- | ------- | ------------------ | ---------------- | -------------------- |
| Чоловіки | 285     | 77                 | 190              | 18                   |
| Жінки    | 265     | 60                 | 157              | 48                   |
| Разом    | 550     | 137                | 347              | 66                   |